# 诺布山
37°47′36″N 122°24′52″W / 37.793230°N 122.414480°W
诺布山（Nob Hill）或譯貴族山，是美国旧金山的一个街区，邻近加利福尼亚街（California street）和鲍威尔街（Powell street，當地稱跑華街）的路口，此山的山名取自中央太平洋鐵路「四大亨」（The Big Four）。诺布山也是旧金山的44座山丘和最初的7座山丘之一。

## 位置
诺布山的实际最高点略偏西北，大约在琼斯街（Jones Street）和萨克拉门托街（Sacramento Street）路口。诺布山以南是联合广场（Union Square）、Tenderloin和市场街（Market Street）等购物区。在东面是旧金山的唐人街，稍远是该市的金融区。诺布山的东北方是北滩和电报山。诺布山以北是俄罗斯山，再向北，是海滨地区的旅游中心，如39号码头（Pier 39）和渔人码头。 

## 历史
该地区形成于19世纪后期快速的城市化期间。由于风景秀丽，位置适中，西海岸的富人和名人在此兴建豪宅。其中包括富商巨贾，如斯坦福大学创始人利兰斯坦福，和中央太平洋铁路“四大亨”（The Big Four）的其他成员。这一街区被1906年旧金山大地震完全摧毁，除了花岗岩墙包围的斯坦福和霍普金斯的豪宅。James Flood的豪宅虽然被火烧毁，却被重建，存留至今，作为太平洋联盟俱乐部（Pacific-Union Club）的总部。地震后，这个街区虽然仍保持了繁荣，但是许多富人在更西面的太平洋高地和Cow Hollow重建其豪宅。在过去豪宅的废墟上，建起了许多酒店。1990年代以来，东面的唐人街已经慢慢扩展到这个街区，华人占人口的比重上升。 

## 景点及特色
诺布山是一个富有的地区，拥有许多该市的上流社会家庭以及大量的年轻城市专业人群，以及来自东面舊金山華埠並不斷增長的华人移民。該山有时戲称为“势利山”（Snob Hill）。在加利福尼亚街和鲍威尔街的交汇点，有四个著名的昂贵的酒店：费尔蒙特酒店（Fairmont Hotel），洲际马克霍普金斯酒店（Intercontinental Mark Hopkins Hotel）、斯坦福酒店（Stanford Court），和亨廷顿酒店（Huntington Hotel）。有趣的是，这四座酒店中的三座，名称都属于从前的“四大亨”（斯坦福，霍普金斯和亨廷顿）。 此山有一座紀念九一一襲擊事件罹難英雄——美國航空11號班機空服員鄧月薇而設立的「鄧月薇華人康樂中心」（Betty Ann Ong Chinese Recreation Center）。
费尔蒙特酒店和太平洋联盟俱乐部的对面是圣公会的恩典座堂（Grace Cathedral），是全市最大的教堂之一。大型的共济会会堂位于教堂对面。

## 图片

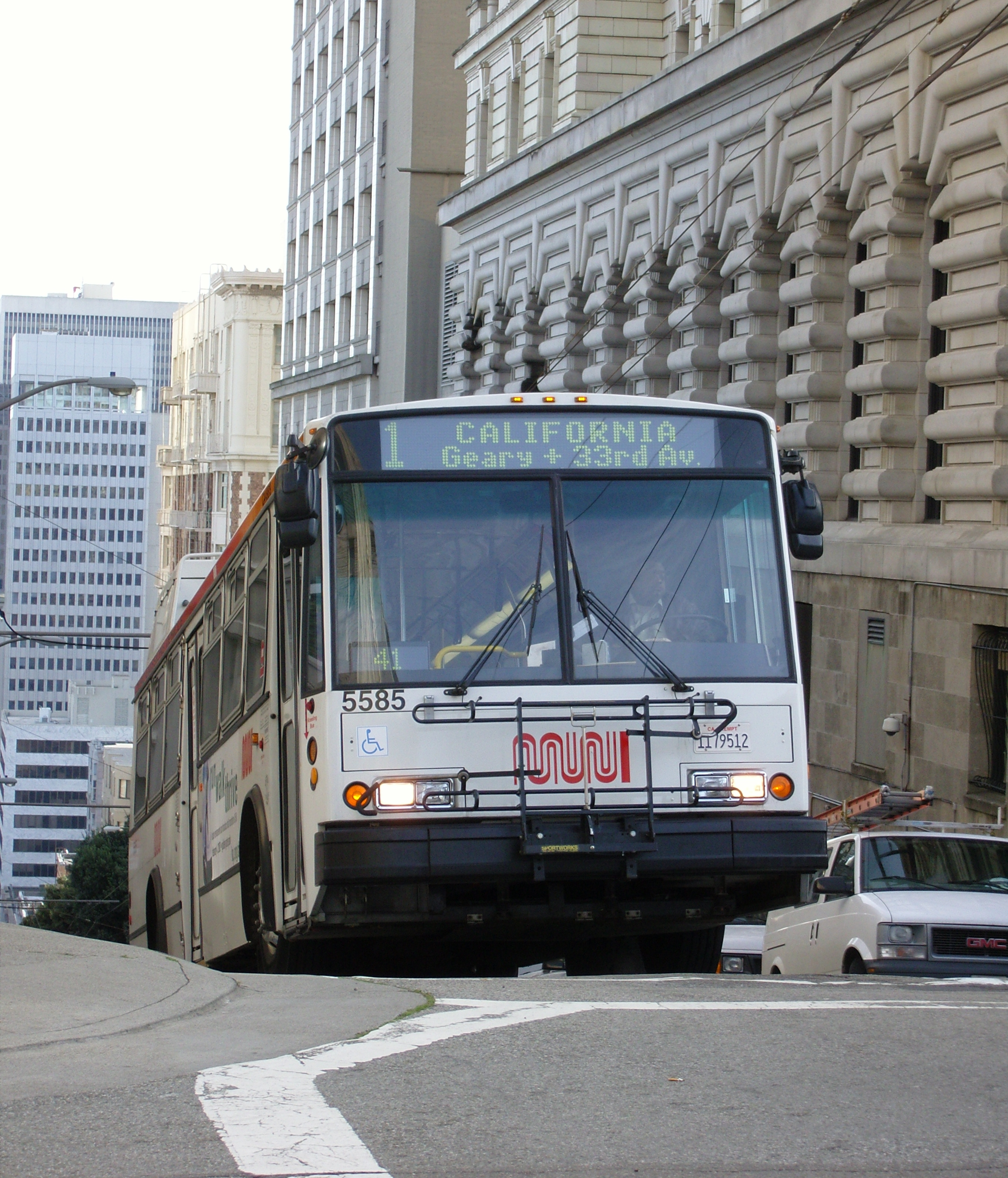
上山的巴士
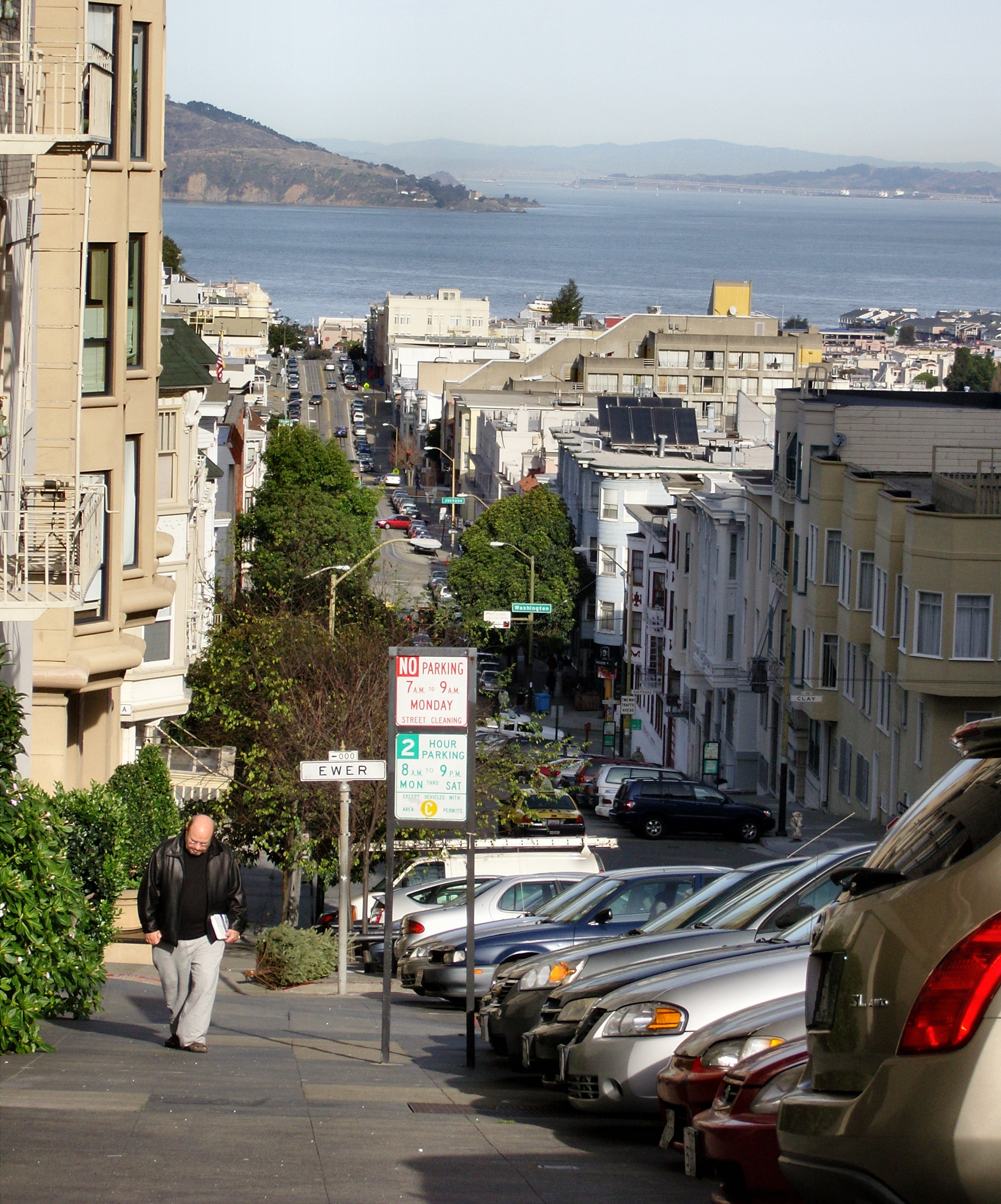
俯瞰山下
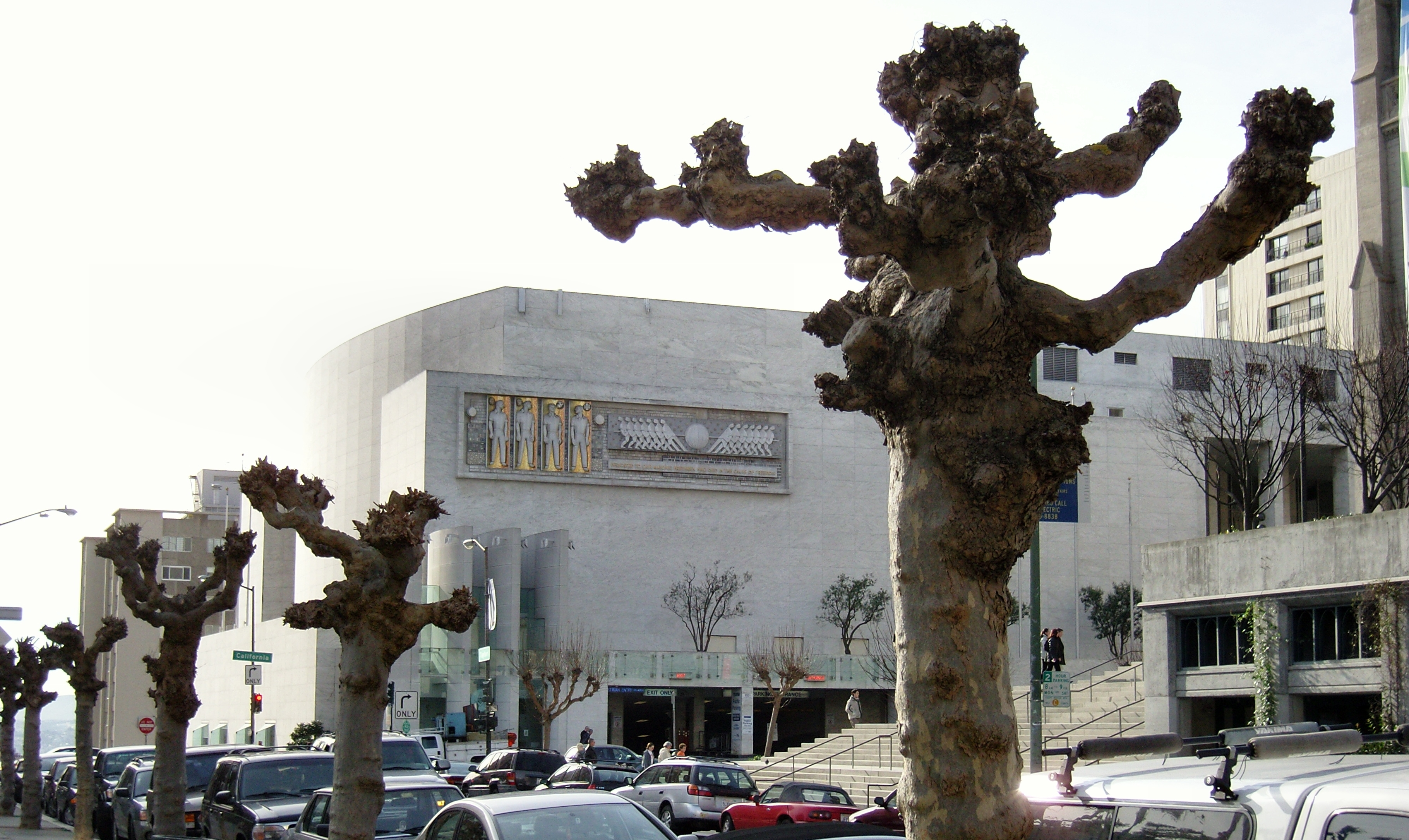
共济会会堂
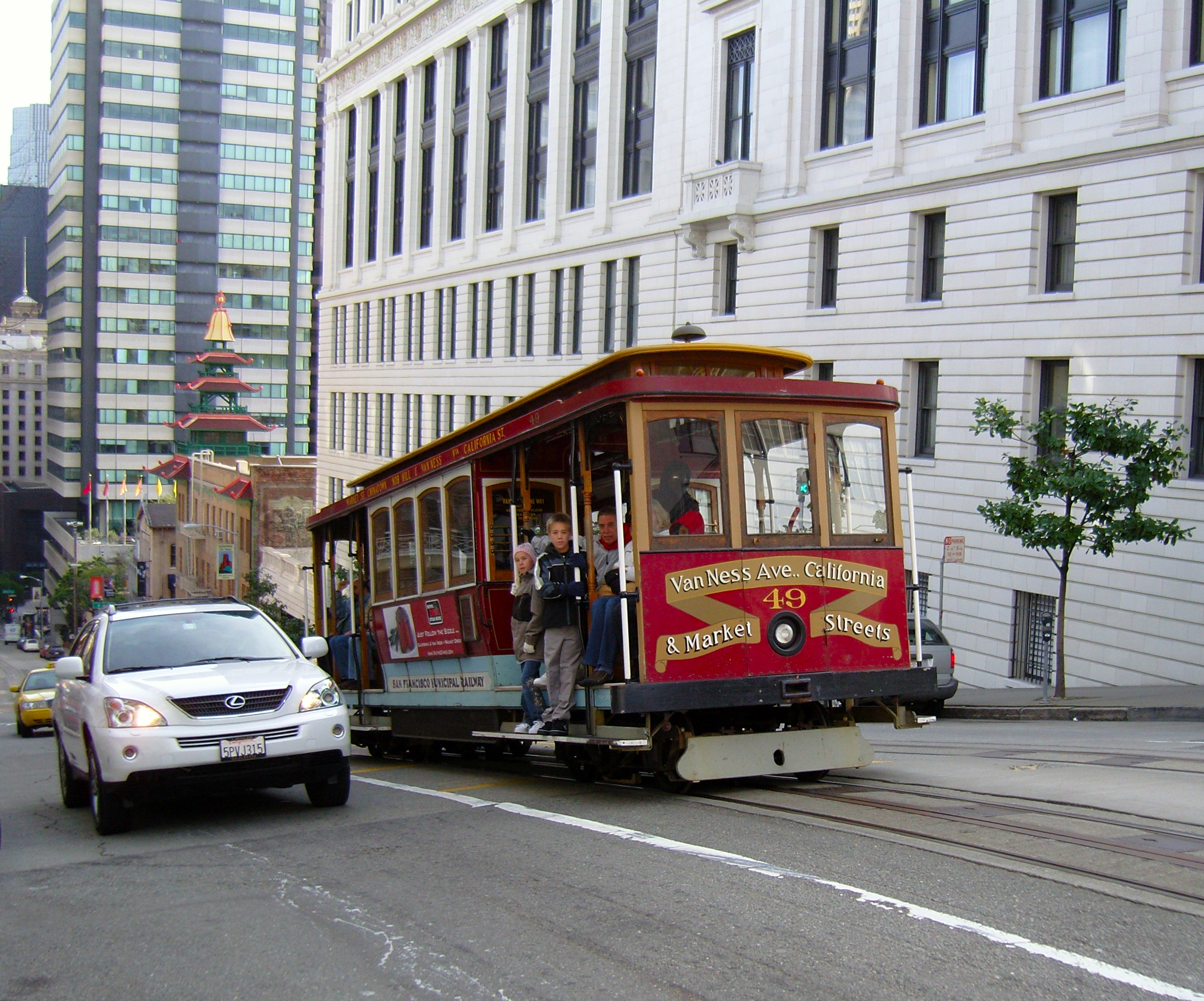
缆车和Lexus RX开过诺布山
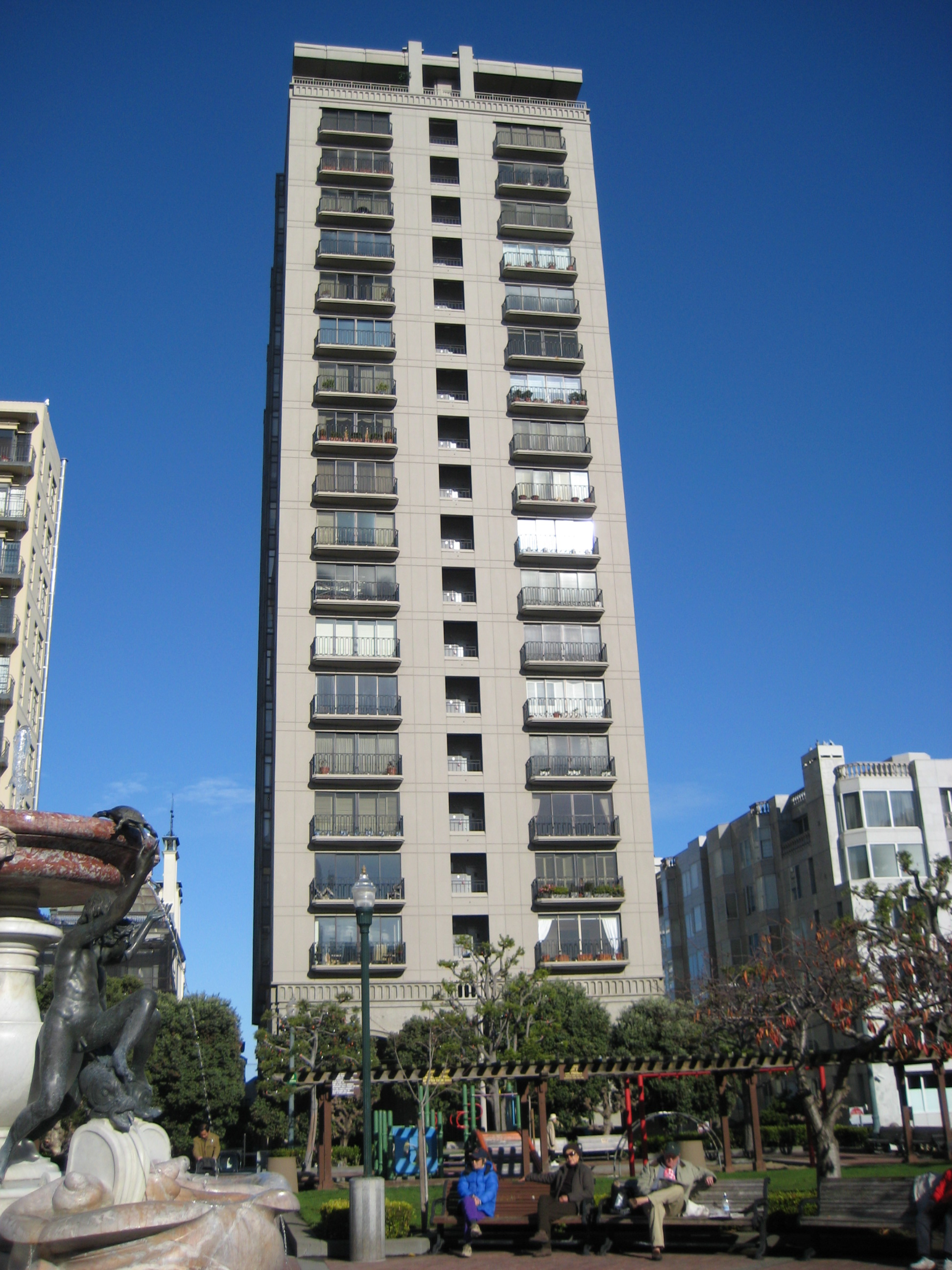
一座公寓